# Wayne Turner
Wayne Keon Turner (Boston, Massachusetts, 22 de marzo de 1976) es un exjugador de baloncesto estadounidense que jugó una temporada en la NBA, además de hacerlo en ligas menores de su país, en los Harlem Globetrotters, en Italia, en Bélgica y en Australia. Con 1,88 metros de estatura, lo hacía en la posición de base.

## Trayectoria deportiva

### Universidad
Tras disputar en 1995 el prestigioso McDonald's All-American Game, jugó cuatro temporadas con los Wildcats de la Universidad de Kentucky, en las que promedió 7,7 puntos, 2,5 rebotes y 3,3 asistencias por partido. Fue dos veces campeón de la NCAA, en 1996 y 1998, y ese último año elegido mejor jugador del torneo de la Southeastern Conference.
Es el único jugador en la historia de la universidad en lograr más de 1.000 puntos, más de 400 asistencias, más de 300 rebotes y más de 200 robos a lo largo de su carrera.

### Profesional
Tras no ser elegido en el Draft de la NBA de 1999, fichó como agente libre por una temporada con los Boston Celtics, pero fue despedido tras jugar únicamente tres partidos, en los que promedió 1,3 puntos y 1,7 asistencias.
Jugó posteriormente en ligas menores de su país, y en los Harlem Globetrotters, hasta que en 2001 fichó por el Andrea Costa Imola de la liga italiana, con los que promedió 5,2 puntos y 2,1 rebotes por partido. Regresó a su país para jugar en los Dakota Wizards de la CBA, con los que consiguió el título de liga en 2002.
Jugó posteriormente en las ligas belga y australiana, además de regresar a los Wizards y acabar su carrera en otras ligas menores.

## Estadísticas de su carrera en la NBA

### Temporada regular
| Temporada | Edad | Equipo         | Liga | Pos. | P | TIT | MIN  | TC  | TCA | %TC  | 3P  | 3PA | %3P | 2P  | 2PA | %2P  | TL  | TLA | %TL  | R.OF. | R.DEF. | REB | ASIS | ROB | TAP | PER | FP  | PTS |
| 1999-00   | 23   | Boston Celtics | NBA  | PG   | 3 | 0   | 13.7 | 0.3 | 2.0 | .167 | 0.0 | 0.0 |     | 0.3 | 2.0 | .167 | 0.7 | 2.0 | .333 | 0.3   | 0.7    | 1.0 | 1.7  | 0.0 | 0.0 | 1.0 | 1.3 | 1.3 |
| Total     |      |                | NBA  |      | 3 | 0   | 13.7 | 0.3 | 2.0 | .167 | 0.0 | 0.0 |     | 0.3 | 2.0 | .167 | 0.7 | 2.0 | .333 | 0.3   | 0.7    | 1.0 | 1.7  | 0.0 | 0.0 | 1.0 | 1.3 | 1.3 |